# Шевченка (Талалаївська селищна громада)
Шевче́нка — село в України, у Талалаївській селищній громаді Прилуцького району Чернігівській області. Населення складає 19 осіб, площа — 0,267 км². До 2020 року було підпорядковане Харківській сільській раді.  

## Історія
На мапі 1941 року - х.Степ (22 двори).
12 червня 2020 року, відповідно до розпорядження Кабінету Міністрів України № 730-р «Про визначення адміністративних центрів та затвердження територій територіальних громад Чернігівської області», Харківська сільська рада увійшла до складу Талалаївської селищної громади.
17 липня 2020 року, в результаті адміністративно-територіальної реформи та ліквідації Талалаївського району, село увійшло до складу Прилуцького району.